# Joe Dobson
Joseph Gordon Dobson, detto Joe (Durant, 20 gennaio 1917 – Jacksonville, 23 giugno 1994), è stato un giocatore di baseball statunitense.

## Biografia
Perse all'età di nove anni un dito giocando con degli esplosivi, entrò nei Cleveland Indians nel 1939. Fu nel gruppo degli All-Star nel 1948, in carriera vinse 106 partite per i Boston Red Sox.
Morì nello Stato della Florida, all'età di 77 anni.